# Batracomorphus thoas
Batracomorphus thoas är en insektsart som beskrevs av Knight 1983. Batracomorphus thoas ingår i släktet Batracomorphus och familjen dvärgstritar. Inga underarter finns listade i Catalogue of Life.